# Набережна Лейтенанта Дніпрова
Ву́лиця На́бережна Лейтена́нта Дніпро́ва — найдовша вулиця Кременчука. Протяжність близько 6600 метрів.

## Опис
Вулицею проходить траса Н08
Знаходиться у правобережній частині міста, є однією з найбільших вулиць Крюкова. Розташована переважно у спальному районі. Переважають дев'яти- та п'ятиповерхові будинки, що були збудовані головним чином у 1980-х рр. Є також дві чотирнадцятиповерхові будівлі проєкту 124-87-151. Всього налічується 72 будинки.
До початку зведення багатоповерхівок переважали одноповерхові будинки.
Зліва від вулиці протікає річка Дніпро.

## Розташування
Вулиця розташована в південній частині міста. Починається біля Крюківського мосту, закінчується на південно-східній околиці міста, перед с. Садки.
Проходить крізь такі вулиці (з початку вулиці до кінця):
- Білаша Олександра вулиця(Вулиця Д. Бєдного)
- Провулок П. Алєксеєва
- Вернадського Володимира вулиця
- Чернишевського вулиця
- Вулиця Рилеєва
- Декабристів провулок
- Правобережний провулок (Провулок Червоноармійський)
- Провулок Грушевий

## Походження назви
Вулиця названа на честь Лейтенанта Дніпрова — псевдоніма Івана Харченка, голови Крюківської підпільної групи «Дніпровець», яка була організована в Кременчуці на початку 1943 року. Підпільники розповсюджували агітаційні листівки, відправляли їх в Олександрію, Херсон та інші міста.